# Aperture (magazine)
Pour les articles homonymes, voir Aperture.
Le magazine aperture, basé à New York, est une revue trimestrielle internationale spécialisée dans la photographie. Fondé en 1952, aperture est la publication phare de la Fondation Aperture (en).
Le siège du magazine aperture, de la Fondation et la galerie aperture se trouvent à New York.

## Publication
Le magazine aperture, est fondé en 1952, par Ansel Adams, Melton Ferris, Dorothea Lange, Ernest Louie, Barbara Morgan, Beaumont Newhall, Nancy Newhall, Dody Warren, et Minor White. C'est la publication majeure de la Fondation Aperture. Il est publié quatre fois par an, au printemps, en été, en automne et en hiver. Il présente les œuvres de photographes établis et émergents, ainsi que d’artistes expérimentant des médias liés à la photographie. Chaque numéro est généralement thématique et comprend des écrits de critiques, d’universitaires, de praticiens de la photographie et d’autres personnes impliquées dans le domaine de la photographie.

## Histoire

### 1952–1975
Le magazine est fondé en 1952 par un consortium de photographes et de partisans de la photographie dont on peut consulter le sommaire du 16 mars 1952 . C'est la première revue depuis Camera Work d'Alfred Stieglitz à explorer la photographie en tant qu'art. Voici la mission de la revue, telle qu'elle est énoncée dans son numéro inaugural :

« Michael E. Hoffman était un éditeur de photographies courageux, audacieux et parfois sanguinaire .... Hoffman a déplacé des montagnes pour créer de merveilleuses publications - plus de 450 livres et catalogues d'exposition, ainsi que plus d'une centaine de numéros du magazine. Il a séduit pour collecter des fonds. Il a cajolé et inspiré des auteurs, des photographes, des concepteurs, des rédacteurs, des imprimeurs et des coéditeurs. Il était motivé et visionnaire. Il a enchanté et exaspéré les lecteurs de ses publications et les visiteurs de ses expositions élégantes et originales. Il a changé le paysage culturel et de nombreuses vies pour le meilleur. »

Minor White est nommé par les fondateurs au poste de rédacteur en chef du magazine, d'abord publié à San Francisco. Les dimensions du magazine sont initialement ( 24 × 160 mm ), et au cours de ses deux premières décennies, les photographies discutées et publiées dans ses pages sont réalisées et publiées exclusivement en noir et blanc ( le mode préféré de la plupart des photographes d'art de l'époque ). Parmi les premiers numéros, certains sont partiellement organisés autour de concepts thématiques (tels que The Creative Approach… [volume 2, no.2.1953], The Controversial Family of Man  [volume 3, no.2.1955] et Substance and Spirit of Architectural Photography [volume 6, no.4.1958]), et d'autres sont des publications monographiques (la première d'entre elles est le volume 6, no.4.1958, sur Edward Weston ),.
En 1953, la rédaction déménage à Rochester, New York. ( White rejoint le personnel de la George Eastman House et, en 1955, commence à enseigner au Rochester Institute of Technology .). White est assisté dans les tâches éditoriales et de production par Peter C. Bunnell. Dès le début, le magazine est apprécié par ses lecteurs comme « un forum indispensable pour les photographes sérieux ». En 1962, volume 10, no0,4, une monographie sur le photographe Frederick Sommer, est la première d'une longue série à être également publiée sous forme de livre.
Aperture, Inc. devient une fondation à but non lucratif en 1963. En 1964, Michael E. Hoffman, un ancien élève de White, devient le rédacteur en chef et le directeur exécutif de la fondation ; il façonne le magazine comme les autres aspects de la fondation jusqu'à sa mort en 2001. En 1965, aperture se lance dans l'édition de livres à part entière (avec Edward Weston : Photographer, The Flame of Recognition, édité par Nancy Newhall) qui évolue en tandem avec le magazine au cours des décennies suivantes. À partir du milieu des années 1960, la production du magazine est supervisée par Stevan A. Baron (qui se charge de presque toutes les publications d'aperture jusqu'à sa retraite en 2003).
En 1966, le département de production  d'aperture est transféré à New York ; avant la fin de la décennie, la fondation établit son siège à Millerton, New York. Le magazine doit faire face à des difficultés financières constantes à cette époque ; il est question de cesser sa publication en 1967, mais White est soutenu par la créativité et le sens des affaires de Hoffman, écrivant dans un éditorial : « Lorsque Michael Hoffman est devenu le rédacteur d'aperture, son format s'est agrandi et un nouveau cycle a commencé. ». En 1975, les photographies de New York d'Helen Levitt sont publiées dans le premier portfolio en couleur du magazine (volume 19, n° 4,197 5). Des numéros monographiques sont publiés sur les travaux d'Edward S. Curtis (volume 16, no 4,197 2) ; Clarence John Laughlin (volume 17, nos 3-4,197 3) ; et PH Emerson (volume 19, nos 1-2,197 5), ainsi qu'un numéro consacré au thème de The Snapshot (volume 19, no 1,197 4vol. 19, no 1, 1974, édité par Jonathan Green ).

### 1976–2001
Le 24 juin 1976, Minor White décède d'une crise cardiaque après une longue maladie. La même année, avec le numéro 77, le magazine passe à un nouveau système de numérotation (il n'est plus publié en volumes annuels mais comme des publications individuelles) et son format est augmenté ( 289 × 243 mm ). En 1979, avec le numéro 82, un nouveau design du graphiste Malcolm Grear apparaît ; à partir de ce moment, le format et l'apparence d'aperture vont rester identiques pendant plus de vingt ans.
Sous la direction de Michael Hoffman, aperture est développé par des rédacteurs tels que Carole Kismaric, Steve Dietz, Lawrence Frascella, Mark Holborn et Nan Richardson. Hoffman joue toujours un rôle essentiel dans la conception de chaque numéro (et est parfois crédité comme rédacteur en chef sur les titres). Diane Lyon, alias Diane Hoffman, compagne de Hoffman depuis 20 ans, lui apporte son aide. Wendy Byrne (également conceptrice principale de nombreux livres aperture) est la principale créatrice du magazine à cette époque.
En 1984, le siège social d'aperture s'installe dans un immeuble en grès brun de cinq étages au 20 East 23rd Street à New York ; en 1989, le deuxième étage du bâtiment est transformé en galerie Burden, du nom de Shirley C. Burden, soutien financier de longue date d'aperture. Le bâtiment de la 23e rue sera le siège deaperture jusqu'en 2005.
Les numéros d'aperture de cette période sont encore structurés autour de concepts thématiques, tels que Swimmers (numéro 111) ; New Southern Photography (numéro 115) ; Beyond Wilderness » (numéro 119) ; ou des monographies de photographes indépendants. La plupart des numéros sont rédigés par des membres de l'équipe éditoriale interne d'aperture ; d'autres sont réalisés par des admirateurs extérieurs ; parmi les rédacteurs figurent Mark Holborn, Nan Richardson et Melissa Harris. Charles Hagen est le rédacteur en chef du magazine de 1988 à 1991.
Mélissa Harris devient la rédactrice en chef du magazine en 1992 ; sous son impulsion, au cours des deux décennies suivantes, aperture va mettre davantage l'accent sur les questions sociales, ainsi que sur le travail basé sur la photographie, le cinéma, la vidéo et les nouvelles formes de médias numériques. Harris continue à inclure des écrits de spécialistes de la photographie et d'autres, en vue d'élargir l'audience et la portée d'aperture. De 1992 à 2002, Harris édite généralement deux numéros par an et invite des rédacteurs extérieurs à organiser et conceptualiser les deux autres. Parmi les rédacteurs invités pendant cette période figurent Rebecca Busselle, Peggy Roalf, Michael Sand, Diana C. Stoll et Andrew Wilkes. Aux côtés de Wendy Byrne, Roger Gorman et Yolanda Cuomo sont également fréquemment concepteurs de numéros à cette époque.
Mélissa Harris et Hoffman se marient en 1998. Le magazine est repensé par Cuomo avec le numéro 159 (printemps 2000) ; à partir de ce moment et pendant les treize années suivantes, Cuomo est le directeur artistique du magazine et les numéros d'aperture ne sont plus thématiques. Durant cette période, le magazine continue d’explorer la photographie sous ses formes les plus variées, alors que le média subit des changements radicaux avec l’avènement de la numérisation, d’Internet et des médias sociaux.

Après 36 ans comme rédacteur et directeur exécutif d'aperture, Michael Hoffman décède subitement de complications liées à une méningite le 23 novembre 2001, à l'âge de 59 ans, alors que les préparatifs du cinquantième anniversaire du magazine aperture sont en cours. Il laisse une veuve Mélissa Harris, ainsi que ses deux enfants (de Katharine Carter, sa première épouse), Matthew Perkins Hoffman et Sarah Warren Hoffman. Dans aperture 167 (été 2002), le curateur, critique et collaborateur fréquent d'aperture, Mark Haworth-Booth, note :

« aperture a été créé pour communiquer avec les photographes sérieux et les créatifs du monde entier, qu'ils soient professionnels, amateurs ou étudiants... aperture se veut un journal mature dans lequel les photographes peuvent se parler directement, discuter des problèmes auxquels la photographie est confrontée en tant que profession et en tant qu'art, partager leurs expériences, commenter ce qui se passe, décrire les nouveaux potentiels. Nous, qui avons fondé ce journal, invitons les autres à utiliser aperture comme un terrain commun pour l'avancement de la photographie. »

### 2002–2012
Pour célébrer l'année du jubilé du magazine, en 2002, aperture publie le livre Photography Past/Forward: Aperture at 50. Il présente des photographies d'époque et des œuvres inédites, un historique complet du magazine et de sa fondation, par le rédacteur en chef vétéran d'aperture, RH Cravens. Le livre est publié dans les numéros 168 et 169 du magazine. Le cinquantième anniversaire d’aperture est commémoré à travers une série d’expositions dans cinquante lieux à travers la ville de New York.
Dans les années qui suivent la mort de Hoffman, la fondation est dirigée par des directeurs intérimaires, puis par Ellen Harris (2003-2007) et Juan García de Oteyza (2008-2010). En 2005, aperture déménage vers son site actuel au 547 West 27th Street, dans le quartier de Chelsea à New York. En 2010, Chris Boot est  nommé directeur exécutif de la fondation et prend ses fonctions en 2011.
Parallèlement à son édition imprimée, aperture lance une version en ligne du magazine par abonnement via Zinio avec le numéro 201 (hiver 2010) ; puis via Nook avec le numéro 207 (été 2012).
Depuis l'automne 2011, The PhotoBook Review, une publication papier de critiques de livres, est distribuée deux fois par an aux abonnés d'aperture, avec chaque autre numéro du magazine.
En 2012, le soixantième anniversaire d'aperture est commémoré avec la publication d'Aperture Magazine Anthology—The Minor White Years: 1952–1976 : un recueil d'écrits et de documents du premier quart de siècle de publication du journal, édité par Peter Bunnell. La rédaction du magazine met en place un plan pour une relance d'aperture, orienté vers l'évolution de la photographie. Melissa Harris devient rédactrice en chef de la Fondation Aperture, et Michael Famighetti est rédacteur en chef du magazine.

### 2013 à aujourd'hui
Le numéro 210 (printemps 2013), intitulé Hello, Photography , inaugure la relance d'aperture, avec un retour aux numéros thématiques et un nouvel accent sur les praticiens et plateformes contemporains de la photographie. Depuis lors, aperture se distingue de nombreux autres magazines de photographie qui ont émergé depuis 2000, avec son objectif affiché de servir de « guide du monde de la photographie contemporaine qui combine les meilleurs écrits avec des portfolios photographiques inspirants ». Sarah Meister est la directrice exécutive depuis mai 2021 ; le nouveau format comprend un nombre accru de pages, des sections séparées consacrées aux « mots » et aux « images » (imprimées sur des papiers différents), et un format de coupe plus grand ( 300 × 200 mm). À partir du numéro 210, la version numérique du magazine est distribuée via Kindle.

## Rédacteurs
- Minor White (1952–1971)
- Michael E. Hoffman (1972–82)
- Carole Kismaric (1983–84)
- Mark Holborn (1985–86)
- Lawrence Frascella (1986–87)
- Nan Richardson (1987–90)
- Steve Dietz (1987–88)
- Charles Hagen (1988–91)
- Melissa Harris (Editor, 1992–2001; Editor-in-Chief, 2002–Spring 2013)
- Michael Famighetti (Editor, Spring 2013–2021)
- Sarah Meister (directrice exécutive 2021-)

## Récompenses et prix
- National Magazine Awards
  - 2004 : General Excellence (circulation inférieure à 100,000), vainqueur[25]
  - 2006, 2008, 2009, 2010 : General Excellence (circulation inférieure à 100,000), finaliste[26],[27],[28],[29]
  - 2012 : General Excellence, Thought-Leader Magazines, finaliste[30]
  - 2007 : Photojournalisme, finaliste[31]
  - 2005, 2006 : Photo Portfolio/Photo-Essay, finaliste
- Lucie Awards
  - 2007, 2010, 2013 : Photography Magazine of the Year, vainqueur
  - 2015 : International Photography Awards, Book Publisher of the Year Classic category for Tiny: Streetwise Revisited (2015) by Mary Ellen Mark.

- 2005 : Folio Awards, Gold "Eddie", vainqueur [citation nécessaire]
- 1999 : Pictures of the Year International, Best Use of Photography in a Magazine, première place[citation nécessaire]